# Hliðskjálf
Hliðskjálf este cel de-al șaselea album realizat de către Burzum. A fost înregistrat în timpul verii anului 1998 și a fost lansat în aprilie 1999. Este cel de-al doilea album realizat în închisoare, primul fiind Dauði Baldrs.
Hliðskjálf e numele tronului lui Odin. Cu ajutorul acestui tron, Odin îl găsește pe Loki după ce acesta l-a manipulat pe Hod să-l ucidă pe Baldur. Acest album continuă trilogia începută cu Dauði Baldrs.
Ca și în cazul precedentului album versurile din broșură sunt mai degrabă pentru a introduce cititorul în atmosfera care se vrea a fi creată, toate melodiile fiind instrumentale.

## Lista pieselor
1. "Tuistos Herz" (Inima lui Tuisto) - 06:13
2. "Der Tod Wuotans" (Moartea lui Wuotan) - 06:43
3. "Ansuzgardaraiwô" (Războinicii din Ansuzgarda) - 04:28
4. "Die Liebe Nerþus’" (Iubirea lui Nerþus) - 02:14
5. "Frijôs einsames Trauern" (Bocetele singuratice ale Friggiei) - 06:15
6. "Einfühlungsvermögen" (Puterea empatiei) - 03:55
7. "Frijôs goldene Tränen" (Lacrimile aurii ale Friggiei) - 02:38
8. "Der weinende Hadnur" (Hod plângând) - 01:16

## Personal
- Varg Vikernes - Toate instrumentele